# 세트플레이
"세트플레이"는 2020년에 개봉한 대한민국의 영화이다.

## 캐스팅
- 이재균 : 성철 역
- 장유상 : 기준 역
- 고민시 : 유선 역
- 박현숙 : 성철 엄마 역
- 김준구 : 성현 역
- 김정팔 : 성철 아빠 역
- 김선경 : 중년 아줌마 역
- 조은주 : 벤츠 유부녀 역
- 김은경 : 동대문 아줌마 역
- 김상우 : 유선 남동생 역
- 박명신 : 기준 엄마 역
- 박정진 : 형사 1 역
- 한정후 : 형사 2 역
- 박중근 : 사회복지사 역
- 김동현 : 식당사장 역
- 박재현 : 기준 친구 역
- 손가빈 : 편의점 알바생 역
- 조윤호 : PC방 알바생 역
- 신동필 : 공장사내 1 역
- 박민규 : 공장사내 2 역
- 김채원 : PC방 레깅스녀 역
- 이명자 : 할머니 역
- 송성한 : 어린 성철 역
- 박지혜 : 분식집 알바생 역
- 윤상오 : 만취남 역
- 김재윤 : 벤츠 유부녀 남편 역
- 김시우 : 벤츠 유부녀 아이들 역
- 김세인 : 벤츠 유부녀 아이들 역

## 수상
- 2019년 제20회 전주국제영화제 코리아 시네마스케이프